# Trevor Matthews
Trevor Matthews (Ottawa, 24 luglio 1982) è un attore canadese.

## Filmografia

### Attore
- Teen Massacre (2004, regia di Jon Knautz)
- Still Life (2005, regia di Jon Knautz)
- Moment of Truth (2007, regia di Jon Knautz)
- Jack Brooks: Monster Slayer (2007, regia di Jon Knautz)
- The Shrine (2010, regia di Jon Knautz)

### Produttore
- Skin, regia di Guy Nattiv (2018)
- The Brutalist, regia di Brady Corbet (2024)